# Pinakothek der Moderne

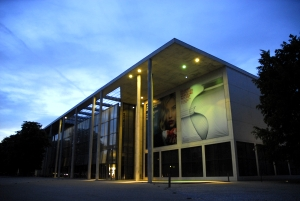
Pinakothek der Moderne am Abend (Foto 2006)

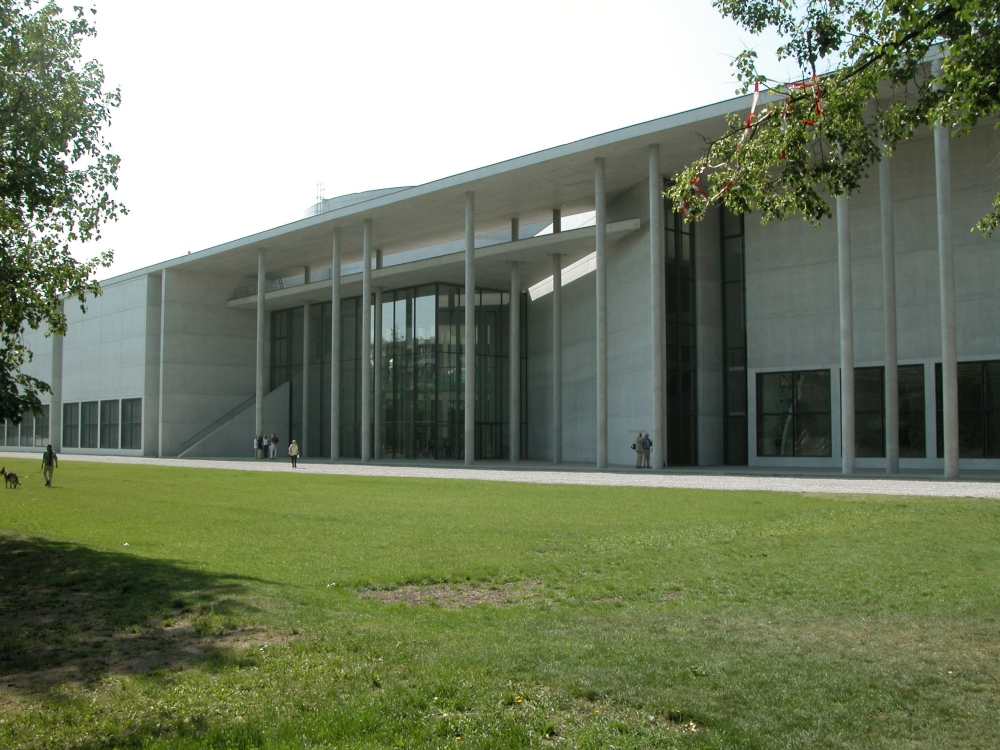
Nordeingang (Foto 2003)

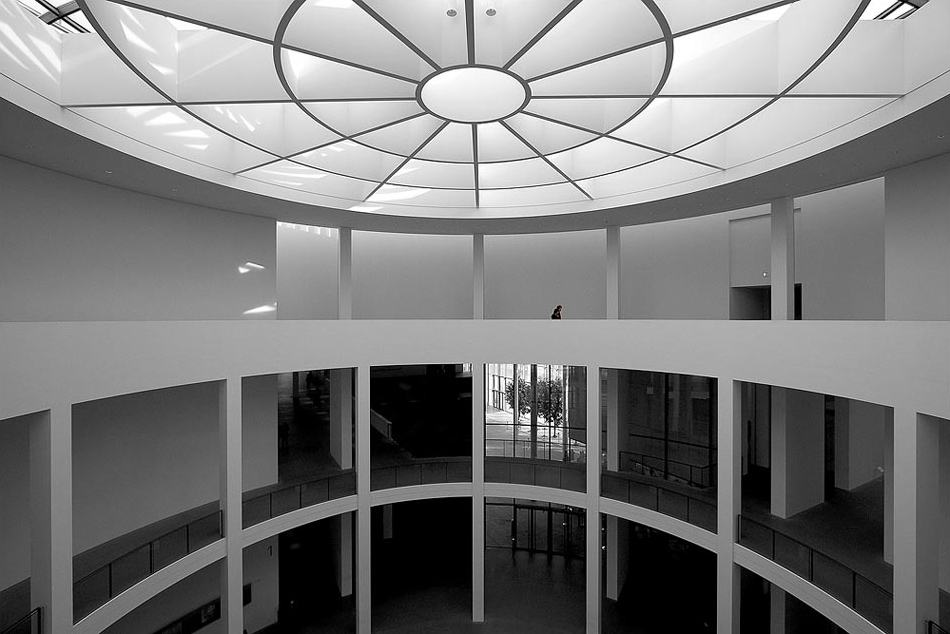
Lichtkuppel der Rotunde

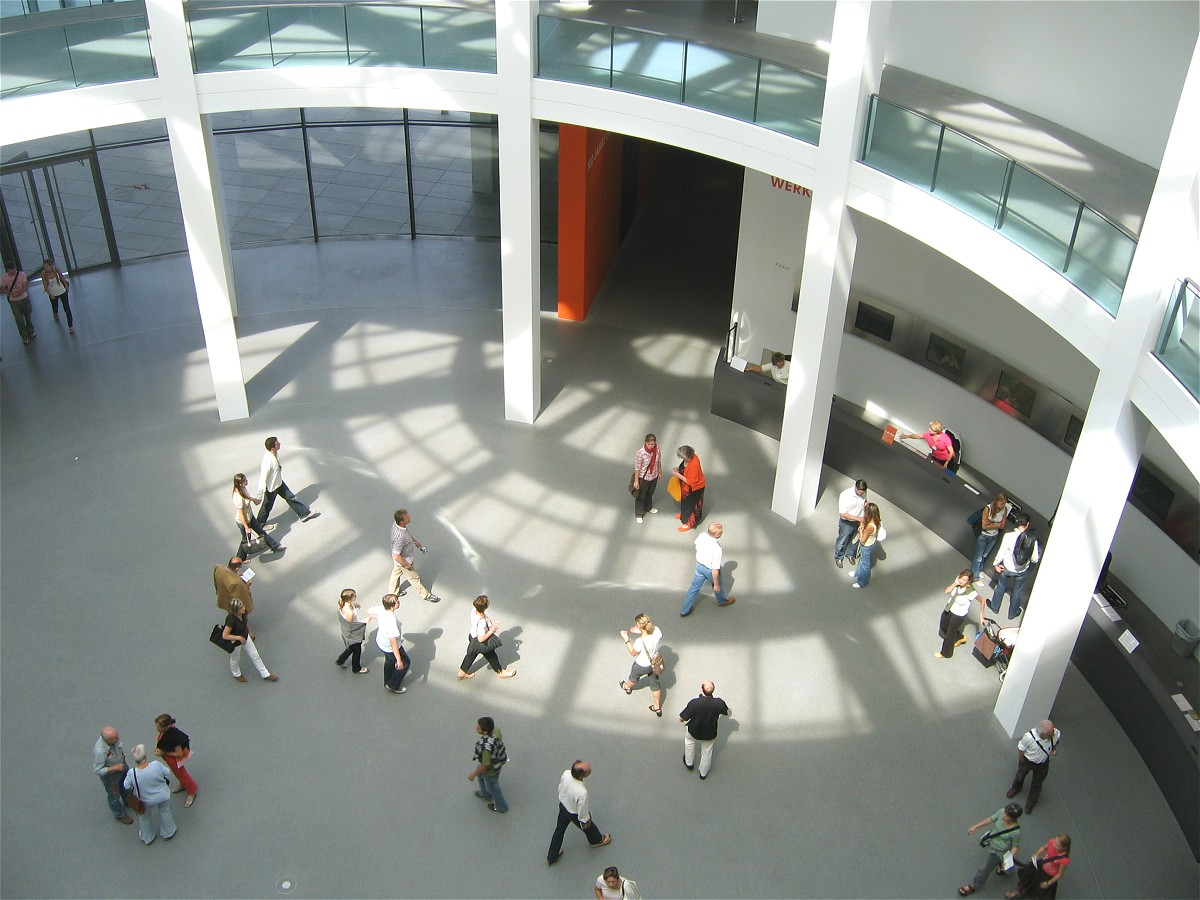
Eingangsbereich (2007)

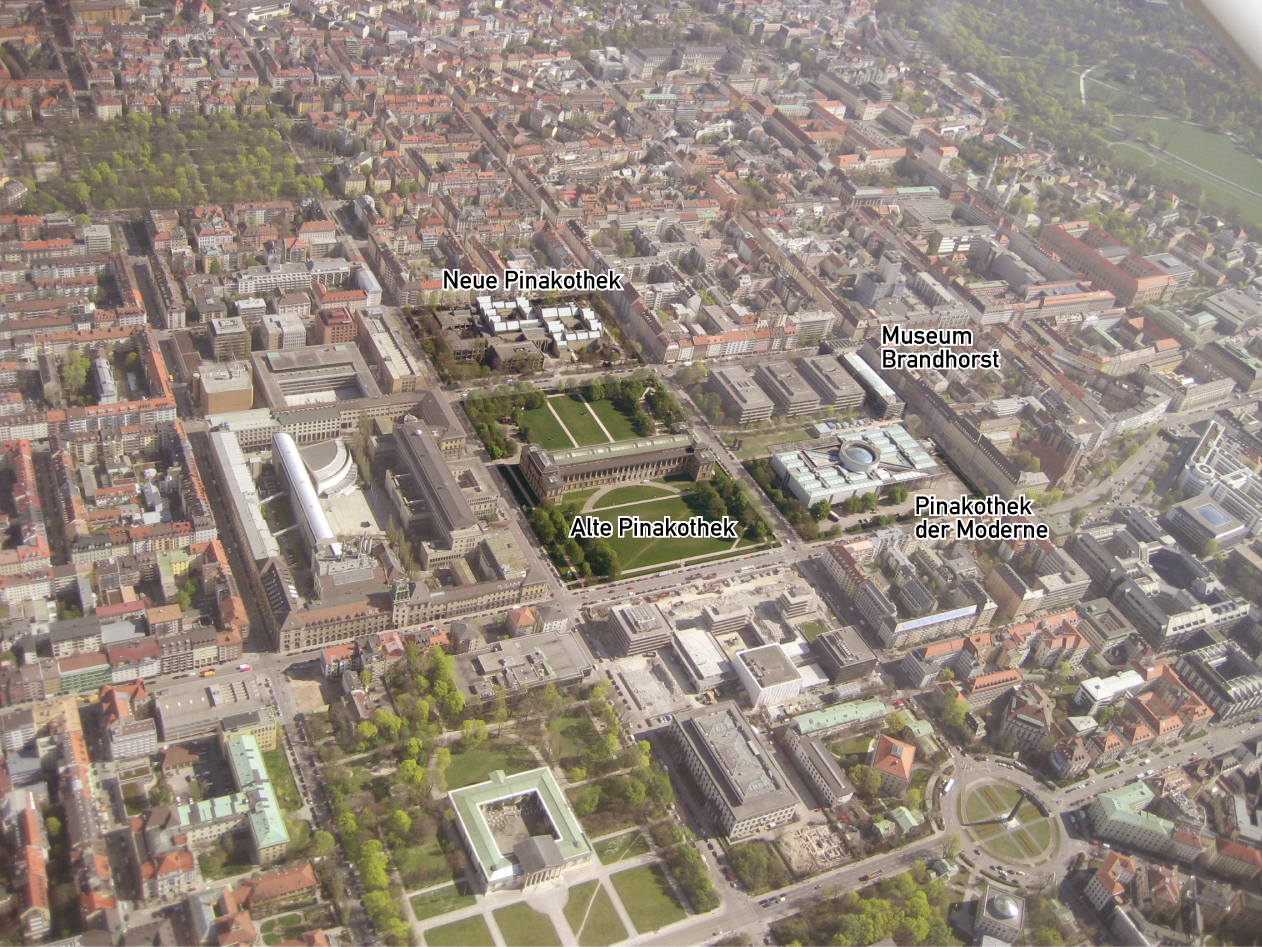
Lage der Pinakotheken im Münchner Kunstareal (2007)

Die Pinakothek der Moderne an der Barer Straße im Kunstareal München (Münchner Stadtbezirk 3 Maxvorstadt) ist ein 2002 eröffnetes Museumsgebäude, das unter seinem Dach vier voneinander unabhängige Museen vereint, die vier verschiedene Disziplinen abdecken:
- Kunst: Sammlung Moderne Kunst (die ihrerseits ein Teil der Bayerischen Staatsgemäldesammlungen ist),
- Graphik: Staatliche Graphische Sammlung München
- Architektur: Architekturmuseum der Technischen Universität München sowie
- Design: Neue Sammlung - The Design Museum

Die Pinakothek der Moderne  („Pinakothek“, von griechisch: pínax (Genitiv: pinakos) = „Gemälde“ und thēkē = „Speicher“, „Aufbewahrungsort“) gehört zum Kunstareal München, in dem eine Vielzahl kultureller Institutionen im räumlichen Umfeld zusammengefasst wird.

## Museumsgebäude

### Entwurf und Bau
Der Architekt Stephan Braunfels entwarf den modernen und offenen, von Architekturkritikern einhellig als gelungen eingeschätzten Bau, der nur gebaut werden konnte, weil zuvor genügend private Spenden (Startfinanzierung von zehn Millionen Euro) gesammelt wurden. Erst daraufhin übernahm der Freistaat Bayern die Finanzierungskosten und stellte das Grundstück der ehemaligen Türkenkaserne zur Verfügung, das bereits für Universitätsinstitute verplant war. Die Pinakothek der Moderne wurde am 16. September 2002 eröffnet und begrüßte nach eineinhalb Jahren den zweimillionsten Besucher.
Im Inneren des weißen Baukörpers aus Sichtbeton führen zwei große Treppenanlagen von der zweischaligen Rotunde als Zentrum des Baus aus zu den Sammlungen. Ihr Gesamtdurchmesser beträgt 30 m. Im Untergeschoss befindet sich die Designsammlung, im Erdgeschoss liegen Ausstellungsräume für die Architektursammlung, die Graphische Sammlung und Wechselausstellungen. Im Westflügel des Obergeschosses ist die Sammlung der klassischen Moderne untergebracht, im Ostflügel die Sammlung für Gegenwartskunst.

### Baumängel
Schon früh traten erste Baumängel am Gebäude auf. Wie im Juli 2012 bekannt wurde, waren die Mängel so gravierend, dass das Museum von Ende Februar 2013 während der geplanten Renovierung bis September 2013 geschlossen wurde. Jedoch wurde Jürgen Mayer Hermanns nicht realisierter Entwurf für die Temporäre Kunsthalle Berlin an der Pinakothek aufgebaut und befand sich ab Mitte April 2013 als provisorischer Ausstellungsraum namens Schaustelle im Einsatz.
Bereits bei der Bauübergabe im Jahr 2002 hatte Braunfels dem Freistaat Bayern eine Liste mit mehr als 200 Mängeln vorgelegt („die jedoch bis heute nicht behoben seien“). Der Architekt verwahrte sich dagegen, dass sein Name mit dem Begriff „Pfusch am Bau“ in Verbindung gebracht werde. „Der Kostenrahmen war von Anfang an viel zu niedrig. Man ging von 400 Euro für den Kubikmeter umbauten Raum aus, der Mittelwert für 20 große, vergleichbare Museen in Deutschland und Europa hat damals hingegen schon 700 Euro betragen.“ Das Brandhorstmuseum habe zum Beispiel 1000 Euro pro Kubikmeter gekostet.
Der von Braunfels geplante zweite Bauabschnitt, der das Museumsgebäude im Süden und Osten ummanteln und zusätzliche Räume für die Staatliche Graphische Sammlung bergen soll, wurde wegen neuerlichen Geldmangels zurückgestellt, auch weil der Bau des Museums Brandhorst vorgezogen wurde. Die Stiftung Pinakothek der Moderne hat dann im Februar 2019 dem Architekten die Nutzungsrechte für den zweiten Bauabschnitt abgekauft.

## Ein Haus, vier Museen

### Kunst: Sammlung Moderne Kunst in der Pinakothek der Moderne
Mit der Sammlung Moderne Kunst werden Kunstwerke, insbesondere Gemälde und Skulpturen, von der klassischen Moderne bis zur Gegenwartskunst gezeigt. Alle Richtungen der modernen Kunst sind mit ihren Protagonisten vertreten, so Expressionismus, Futurismus, Fauvismus, Kubismus, Neue Sachlichkeit, Bauhaus, Surrealismus, Abstrakter Expressionismus, Pop Art und Minimal Art. Von den mittlerweile über 20.000 Werken wird eine Auswahl in den 35 Sälen der Pinakothek der Moderne präsentiert.
Geschichte
Die Sammlung, eine der bedeutendsten ihrer Art, ist erst nach 1945 durch Stiftungen, Vermächtnisse und Zukäufe entstanden.
Mit der Wiedereröffnung der Neuen Pinakothek 1981 und der Trennung der einst im Haus der Kunst vereinten Galerien wurde für die Abgrenzung im Wesentlichen die Frage entscheidend, ob ein Werk die Innovationen von Henri Matisse und den Expressionisten schon voraussetzte. Folgerichtig befindet sich ein durch die Tschudi-Spende erworbenes fauvistisches Bild von Matisse (Stillleben mit Geranien 1910) bereits in der Pinakothek der Moderne, ebenso wie die Werke der Kubisten und Expressionisten. München blieb im Gegensatz zu anderen Städten von den Barbareien der Nationalsozialisten gegen „Entartete Kunst“ mangels Masse fast ganz verschont. Ein beschlagnahmtes Selbstbildnis von Vincent van Gogh wäre heute der Neuen Pinakothek zuzuordnen, und mit dem genannten Stillleben und einer Skulptur von Matisse bestand der Grundstock der Staatsgalerie Moderner Kunst im Jahre 1950 aus insgesamt sieben, allerdings bedeutsamen Kunstwerken von Franz Marc (Rote Rehe), Oskar Kokoschka (Venedig), Lovis Corinth (Rittersporn; Landschaft mit Walchensee) und Max Beckmann (Selbstbildnis). Allerdings befinden sich auch Werke aus nationalsozialistischer Zeit in der Sammlung, so die wieder prominent ausgestellten Die vier Elemente von Hitlers „Liebling“ Adolf Ziegler, der Kunstfunktionär und Präsident der Reichskammer der bildenden Künste 1936–43 war.

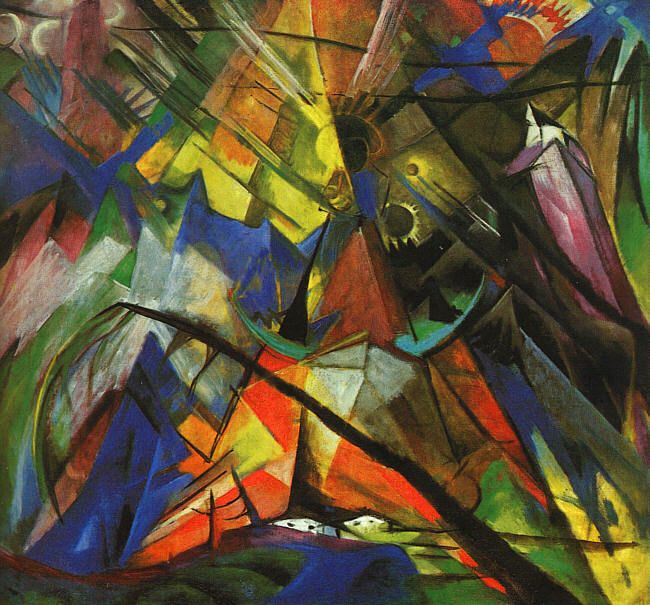
Franz Marc, Tirol (1914)

Nach dem Zweiten Weltkrieg wuchs die Sammlung von moderner Malerei und Skulptur durch Zukäufe, Vermächtnisse und Stiftungen rasch an.
Ausgebaut wurden die Bestände neben einer konzentrierten Sammlungspolitik um einzelne Schwerpunkte insbesondere durch die Sammlungen „Theo Wormland“ (Surrealismus), „Sofie und Emanuel Fohn“ (Beschlagnahmte sogenannte „Entartete Kunst“), „Woty und Theodor Werner“ (Bilder von Paul Klee und der Kubisten), „Martha und Markus Kruss“ (Expressionisten, insbesondere die Künstler der Brücke), „Günther Franke“ (Werke von Max Beckmann), „Klaus Gebhard“ (nordamerikanische Künstler wie Robert Rauschenberg und Jasper Johns) sowie die Sammlung von Herzog Franz von Bayern mit zeitgenössischen deutschen Malern wie Jörg Immendorff und Sigmar Polke. Eine weitere Erweiterung erfolgte im Jahre 2006 mit dem Erwerb der Sammlung „Eleonore und Michael Stoffel“ mit deutscher und nordamerikanischer Kunst der 1960er bis 1990er.
2009 erwarb die Pinakothek rund 300 Werke von Joseph Beuys, darunter 280 Multiples sowie mehrere Originale, die vorher bereits als Leihgabe in der Pinakothek der Moderne ausgestellt waren.
2013 übergab die Theo Wormland-Stiftung die Sammlung ihres Gründers aus 70 Werken des Surrealismus als Schenkung an die Sammlung der klassischen Moderne. Ein Schlüsselwerk des Kubismus, Pablo Picassos „Femme au violon“, zu deutsch „Frau mit Geige“ konnte 2024 erworben werden.
Sammlung der klassischen Moderne
Das Spektrum der Künstler reicht von Henri Matisse (Stillleben mit Geranien, 1910), Robert Delaunay (Die Mannschaft von Cardiff, 1913), Fernand Léger (Landschaft Nr. 2, 1913), Juan Gris (Die Bordeauxflasche, 1913), Umberto Boccioni (Volumi orizzontali, 1912), Gino Severini (Synthèse plastique de l’idée: Guerre, 1915) und Georges Braque (Frau mit Mandoline, 1910) über Oskar Kokoschka (Die Auswanderer, 1916), Lyonel Feininger (Troistedt, 1923), Oskar Schlemmer (Tänzerin (Die Geste), 1922–1923), Otto Dix (Bildnis des Photographen Otto Erfurt, 1925), George Grosz (Frau im schwarzen Mantel, 1927) bis zu Joan Miró (Komposition, 1925), René Magritte (Die Übungen der Akrobatin, 1928), Giorgio de Chirico (Die beunruhigenden Musen, 1917), Salvador Dalí (Das Rätsel der Begierde oder Meine Mutter, meine Mutter, meine Mutter, 1929) und Max Ernst (Hausengel, 1937), Franz Radziwill (Grodenstraße nach Varelerhafen, 1938) sowie Hans Hofmann (The Wall, 1944).
Besonders Max Beckmann (Junger Argentinier, 1929) (Triptychon Versuchung des Hl. Antonius, 1936) (Frau mit Mandoline in Gelb und Rot, 1950) und Pablo Picasso (Madame Soler, 1903) (Mutter mit Kind, 1921) (Sitzende Frau, 1941) sind in zwei großen Sälen ausgestellt.
Auch alle Mitglieder der Brücke und des Blauen Reiters sind vertreten, so insbesondere Ernst Ludwig Kirchner (Elisabethufer, 1913) (Circus, 1913) (Tanzschule, 1914), aber auch Erich Heckel (Gläserner Tag. 1913), Emil Nolde (Tanz um das goldene Kalb. 1910) und Karl Schmidt-Rottluff (Landschaft mit Wasserträgerin, 1919) sowie Paul Klee (Der Vollmond. 1919), Alexej von Jawlensky (Landschaft aus Carantec mit Frau. 1905/1906), Franz Marc (Der Mandrill. 1913), August Macke (Mädchen unter Bäumen, 1914) und Wassily Kandinsky (Träumerische Improvisation. 1913).

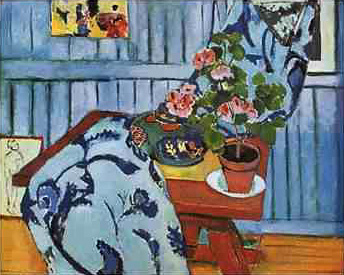
Henri Matisse: Stillleben mit Geranien, 1910
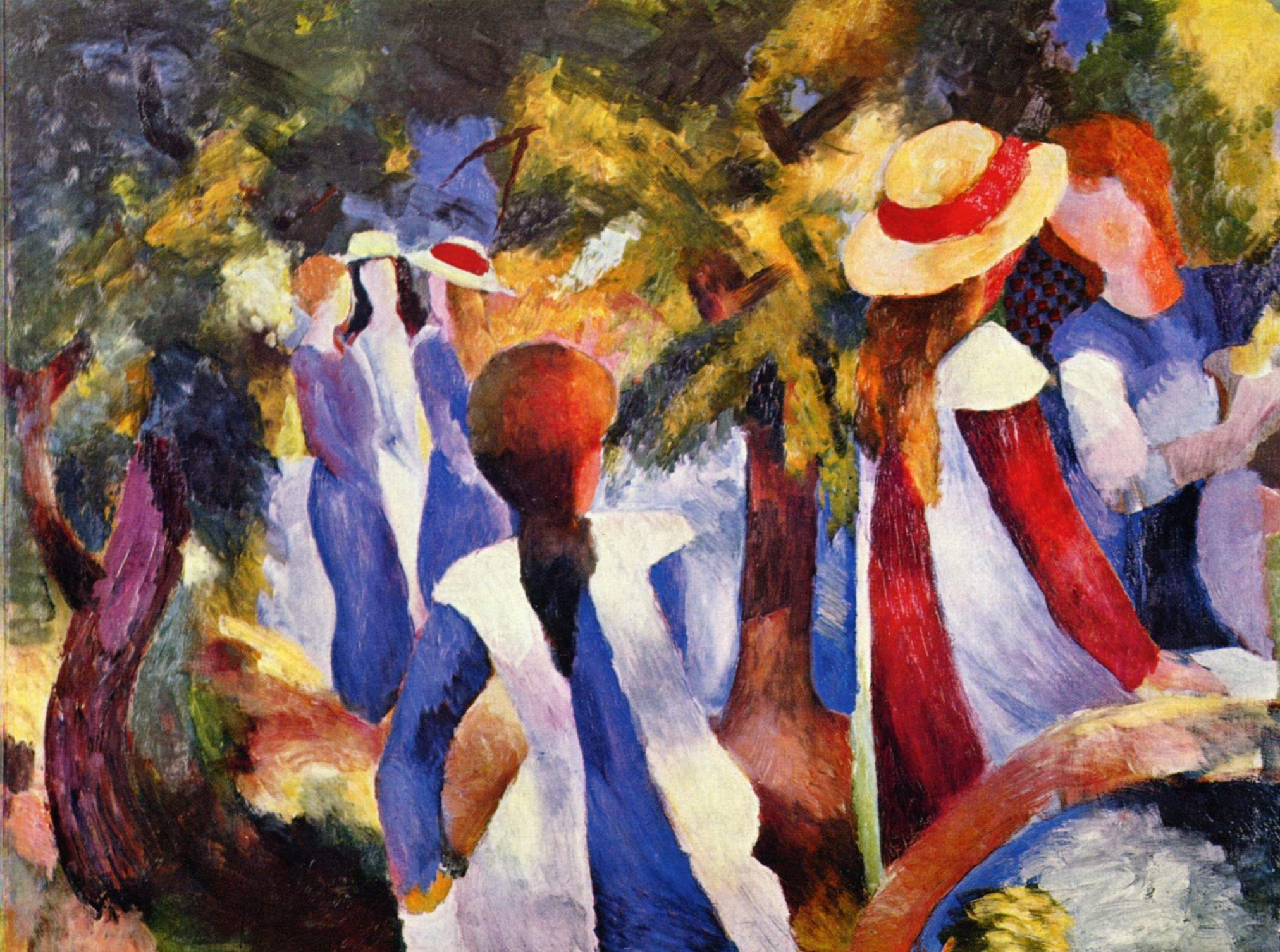
August Macke Mädchen unter Bäumen, 1914
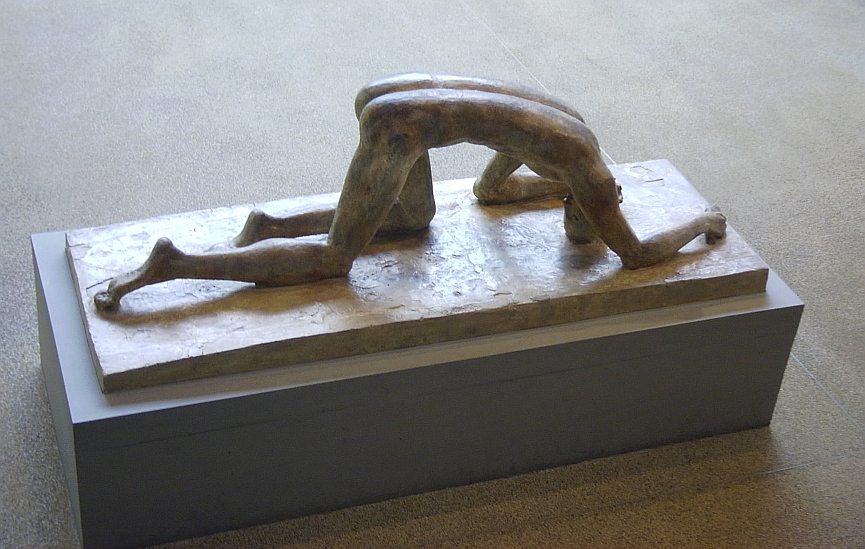
Wilhelm Lehmbruck Der Gestürzte, 1915/1916
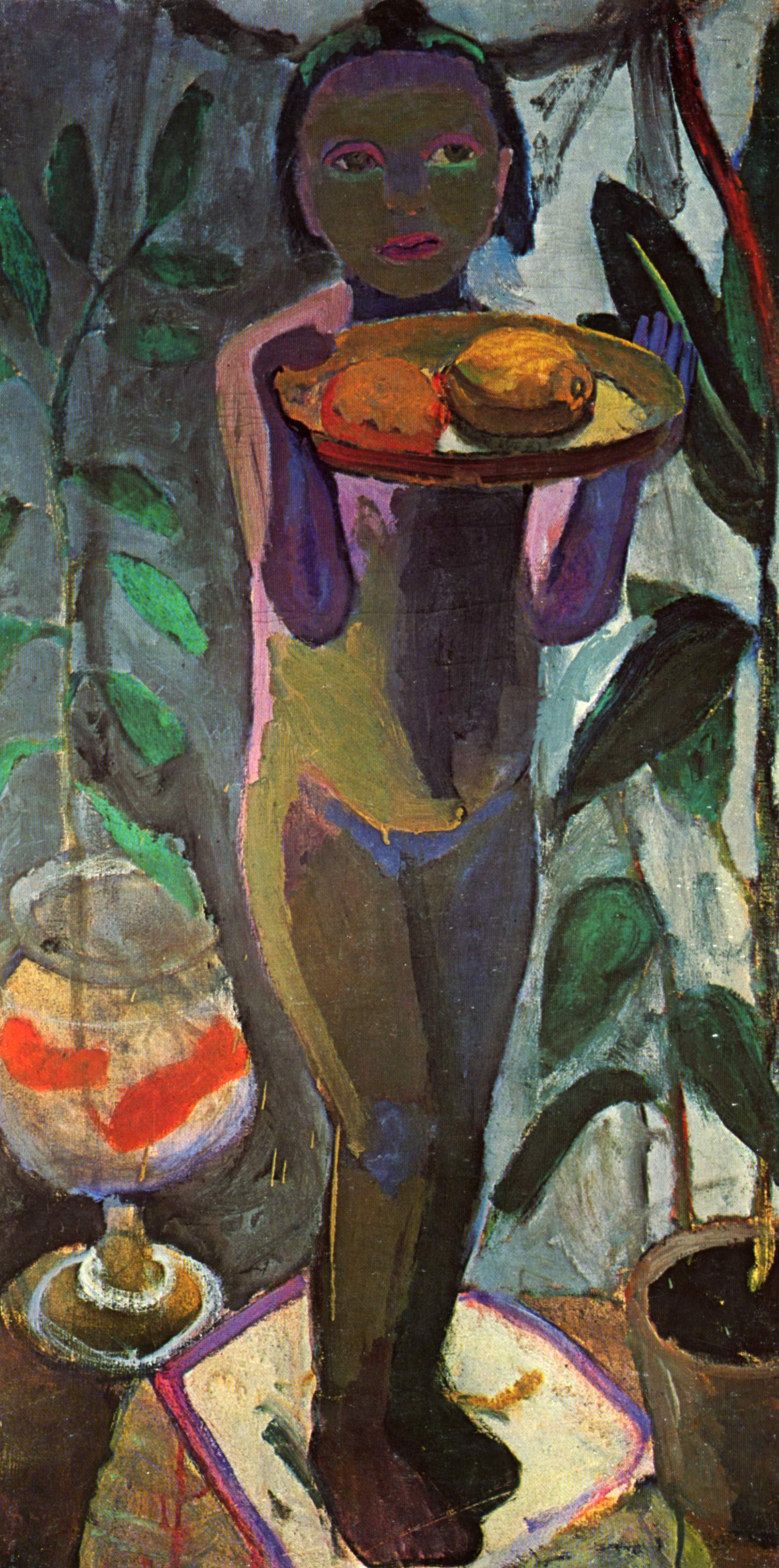
Paula Modersohn-Becker Kinderakt mit Goldfischglas, 1906/1907
Otto Mueller Zwei Mädchen im Grünen, 1920–1925
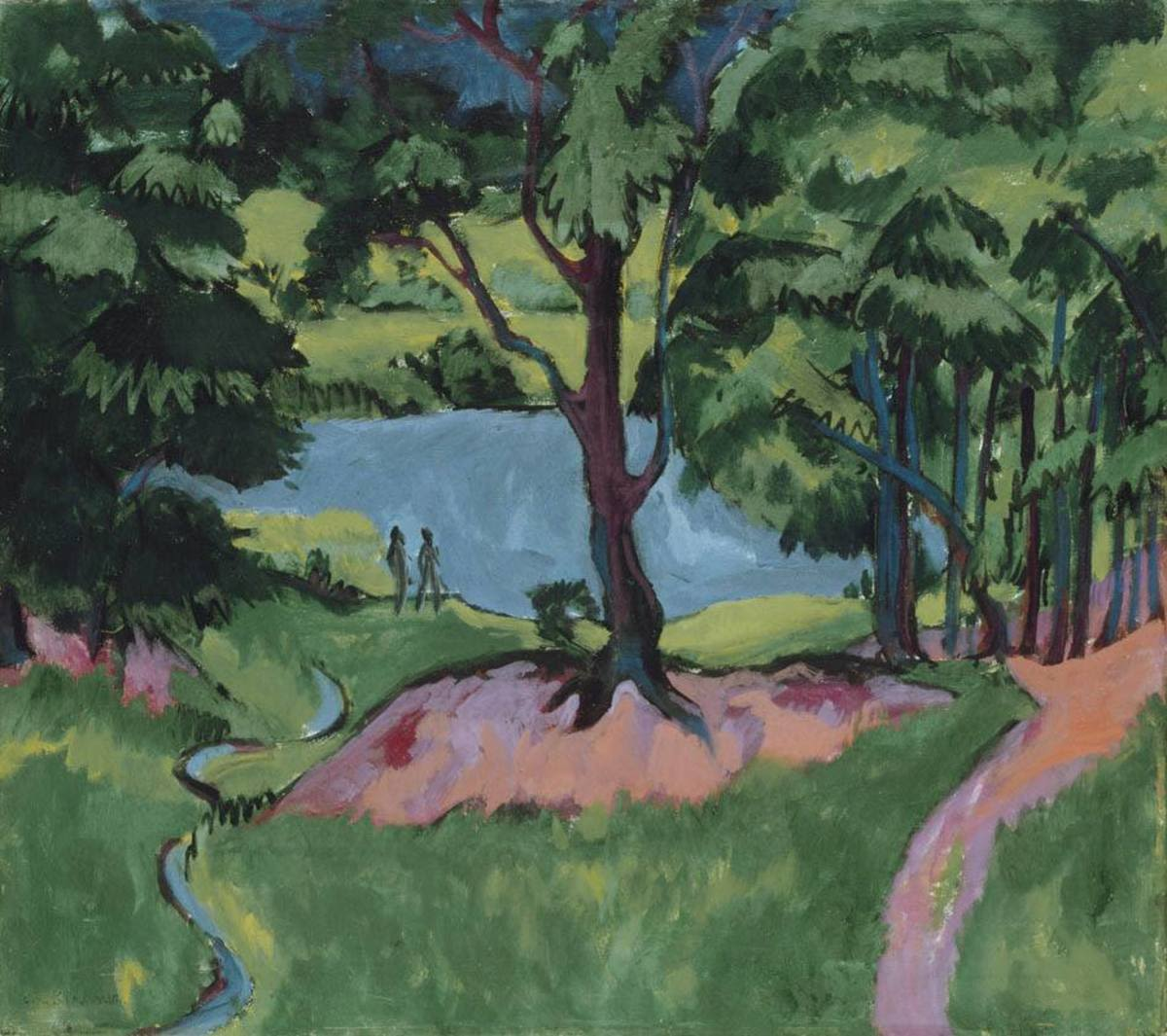
Ernst Ludwig Kirchner Böhmischer Waldsee, 1911

Kunst der zweiten Hälfte des 20. Jahrhunderts

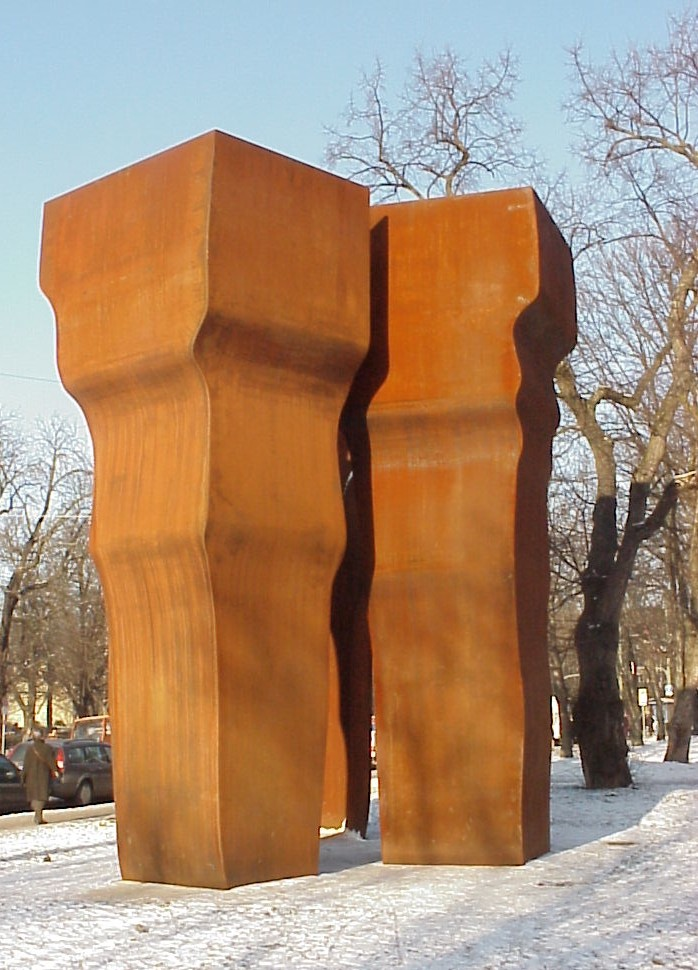
Eduardo Chillida: Buscando la Luz II, 1997

Ausgestellt sind beispielsweise Werke von Giorgio Morandi (Stillleben mit Flaschen, 1958), Antonio Saura (Crucifixión (Triptychon), 1959), Jasper Johns (Arrive/Depart, 1963), Robert Rauschenberg (Komposition mit Footballspielern, 1962), Cy Twombly (Bolsena, 1969), Willem de Kooning (Detour, 1958), Robert Motherwell (Je t'aime, 1955), Franz Kline (New Year Wall: Night, 1960), Lucio Fontana (Concetto Spaziale, Attese, 1954 und 1959), Asger Jorn (Lockung, 1960), Antoni Tàpies (Ockerfarbenes Oval mit schwarzen Einschnitten, 1965), Francis Bacon (Kreuzigung, 1965), Henry Moore (Fallender Krieger, 1956), Marino Marini (Porträt Igor Strawinsky, 1951), Blinky Palermo (Straight, 1965), Georg Baselitz (Ein neuer Typ, 1966), Gerhard Richter (Vorhang, 1966), Sigmar Polke (Akt mit Geige, 1968), Anselm Kiefer (Nero malt, 1974), Joseph Beuys (Das Ende des 20.Jahrhunderts 1983), Andy Warhol (Aids/Jeep/Bicycle, 1986), Arnulf Rainer (Kreuzbild, rot, rechts mit Hand, 1990) und Neo Rauch (Wahl, 1998).
Einen besonderen Schwerpunkt bilden die Bestände von Minimal Art von Donald Judd (Wallboxes, 1978), Dan Flavin (Monument for V. Tatlin, 1969) und Fred Sandback (Rauminstallationen für die Pinakothek der Moderne, 2003). Für diese Künstler gab es, bis zur Umstrukturierung der Sammlungspräsentation im Herbst 2022, temporär besondere Rauminstallationen, etwa einen eigenen Monument-Raum von Flavin und 16 Wandarbeiten; sowie Bodenarbeiten von Carl Andre.
Neue Medien, Fotografie und Video
Die Sammlung moderne Kunst verfügt über bedeutsame Einzelkompositionen aus diesem Bereich, so beispielsweise von John Baldessari (Man running/Men carrying box, 1988–1990), Tadeusz Kantor (Die tote Klasse, 1975), Bruce Nauman (World Peace (projected), 1996), Pipilotti Rist (Himalaya Goldsteins Stube, 1998/1999), Hiroshi Sugimoto (World Trade Center, Minoru Yamazaki, 1997), Bill Viola (Tiny Death, 1993), Sam Taylor-Wood (Soliloquy III, 1998) und Jeff Wall mit seinen Leuchtkästen (Eviction Struggle, 1988; A villager from Aricaköyu arriving in Mahmutbey, Istanbul September 1997).
2003 erhielt die Pinakothek der Moderne die Siemens Fotosammlung. Damit begann zugleich eine Kooperation der Pinakothek mit dem Siemens Arts Program.
Im Januar 2009 wurde von der Pinakothek der Moderne bekanntgegeben, dass die Stiftung Ann und Jürgen Wilde ihre umfangreiche Fotografiesammlung dem Museum übereignen und den Bayerischen Staatsgemäldesammlungen angegliedert wird. Die Sammlung Wilde konzentriert sich auf die Fotografie des frühen 20. Jahrhunderts. Zum Sammlungsbestand zählen die als national schützenswertes Kulturgut anerkannten Archive von Karl Blossfeldt und Albert Renger-Patzsch mit mehr als 4.000 Originalabzügen, über 10.000 Glasplatten sowie umfangreichen Archivalien; Werkgruppen von August Sander, Germaine Krull, Man Ray, Florence Henri, Friedrich Seidenstücker, Bernd und Hilla Becher, Lee Friedlander, David Hockney und anderen mit ca. 1.500 Originalabzüge; eine fotohistorische Fachbibliothek mit ca. 8.000 Bänden zur Fotografiegeschichte des 20. Jahrhunderts, darunter viele Erstausgaben und Rara sowie die Archive zur Galerie und Sammlung Wilde.

### Graphik: Staatliche Graphische Sammlung München
Die Staatliche Graphische Sammlung München umfasst ca. 400.000 Blätter aller Epochen der Zeichenkunst und der Druckgraphik vom 15. Jahrhundert bis zur Moderne. Sie geht bereits auf die Sammlungen der Wittelsbacher zurück, insbesondere auf das Kupferstich- und Zeichnungskabinett des Kurfürsten Karl Theodor. Im Zweiten Weltkrieg erlitt die Sammlung schwere Einbußen, dennoch ist sie mit den Sammlungen in Berlin und Dresden die bedeutendste in Deutschland geblieben. Schwerpunkte sind altdeutsche und niederländische Zeichnungen und Druckgraphik (u. a. Werke von Albrecht Dürer und Rembrandt), italienische Zeichnungen (u. a. von Michelangelo und Leonardo da Vinci), deutsche Zeichnungen des 19. Jahrhunderts und internationale Graphik der Moderne, beispielsweise von Paul Cézanne, Henri Matisse, Paul Klee und David Hockney. Gezeigt werden wegen der Lichtempfindlichkeit der Kunstwerke nur Wechselausstellungen.

### Design: Die Neue Sammlung - The Design Museum

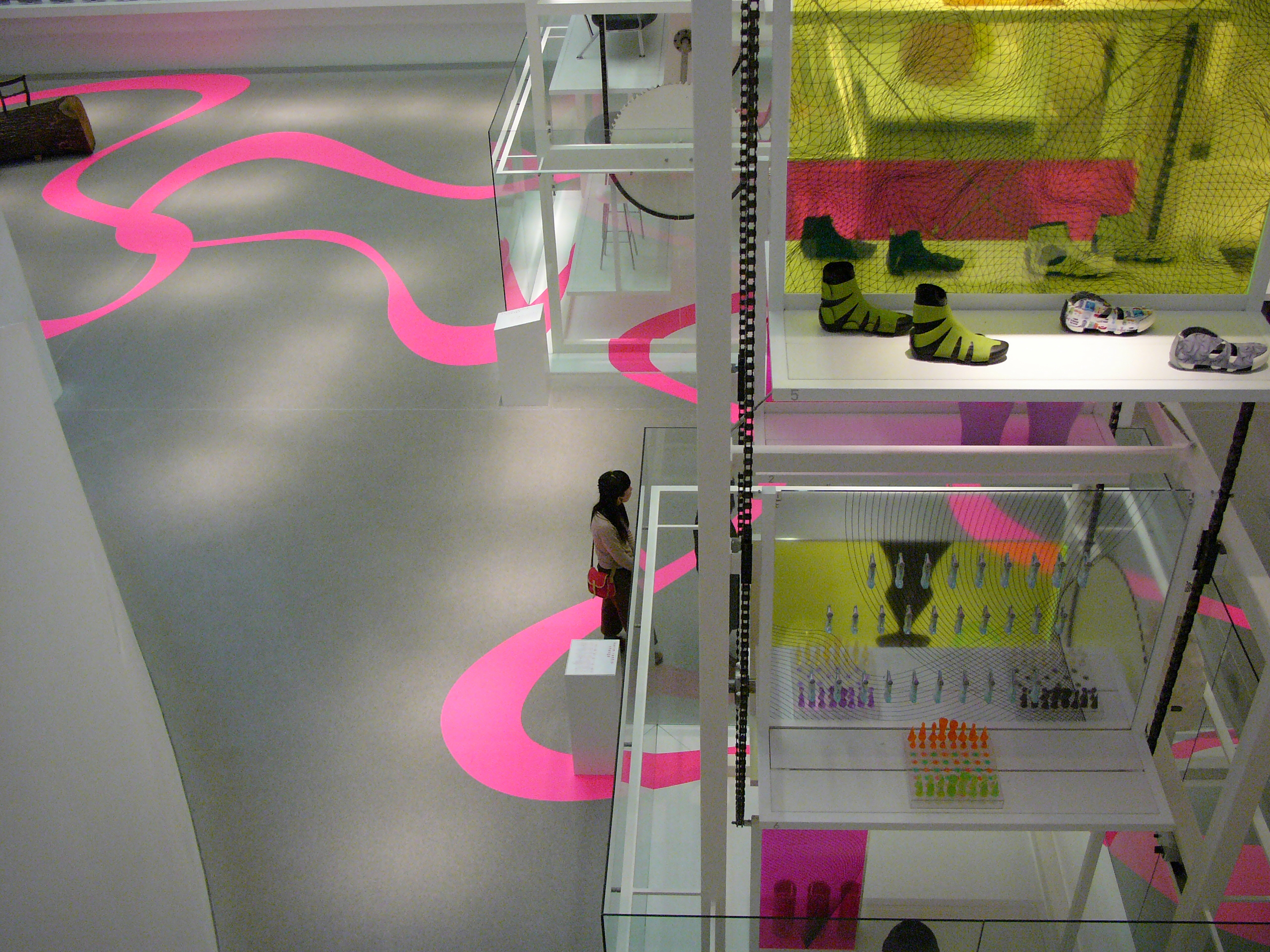
Design in der Pinakothek der Moderne

Die Neue Sammlung zählt zu den führenden Designmuseen der Welt und zeigt in ihrer permanenten Ausstellung erstmals die Geschichte und Entwicklung des Designs und der angewandten Kunst von der Zeit um 1900 bis zur unmittelbaren Gegenwart. Es ist die größte Sammlung weltweit für Industriedesign. Gezeigt werden insbesondere Bestände zu den Themen Fahrzeugdesign, Computer Culture, Design von Schmuck, Alltagsgegenständen und Möbeln, darunter die Thonet-Sammlung.

### Architektur: Architekturmuseum der TUM
Die Sammlung des Architekturmuseums der TU München ist die größte ihrer Art in Deutschland und zeigt Wechselausstellungen aus ihren reichen Beständen, so beispielsweise Zeichnungen, Entwürfe und Modelle namhafter Architekten von Johann Balthasar Neumann und François de Cuvilliés über Gottfried Semper bis zu Le Corbusier oder Günter Behnisch. Dazu kommen Computeranimationen und Filme.

## Arts Education / Kunstvermittlung
Die Pinakothek der Moderne bietet Besuchern jeder Altersklasse zahlreiche Führungen und Workshops. Neben einem eigenen Team von Kunstvermittlern werden verschiedene Programmpunkte von der Münchner Volkshochschule durchgeführt. Alle Veranstaltungen werden im Programm des Hauses aufgeführt. Für Kindertagesstätten und Schulklassen werden spezielle Öffnungszeiten und Programme angeboten.
Entdeckertouren
Die Entdeckertouren für Kinder, eine Schnitzeljagd durch das Museum, sind jederzeit kostenlos an der Infotheke erhältlich. Die Touren zu verschiedenen Themen werden in bis zu sechs verschiedenen Sprachen (Deutsch, Englisch, Arabisch, Spanisch, Italienisch und Französisch) angeboten.
Kinder können Kunst...
Jeden Sonntag können Kinder ab fünf Jahren in kleinen Gruppen gemeinsam zeichnen, malen und basteln.

## Filme
- Pinakothek der Moderne und Museum Brandhorst München (= Museums-Check. Folge 58). Reportage, 30 Min., Moderation: Markus Brock, Produktion: 3sat. Erstausstrahlung: 18. August 2019.[14]